# جائزة باجيل الذهبية
جائزة الكعكة الذهبية (بالإنجليزية: Golden Bagel Award)‏ هي جائزة رمزية يقدمها اتحاد رابطة محترفي كرة المضرب للاعبي كرة المضرب، تعطى هذه الجائزة لأكثر لاعب تمكن من الفوز بمجموعات نظيفة (بالإنجليزية: (sets won 6–0))‏, اللاعب السويسري روجر فيدرير هو صاحب أعلى نسبة تحقيق مجموعات نظيفة وكان ذلك في عام 2006 وقد حقق 18 مجموعة.

## الفائزون
| السنة | الرابح (التصنيف في نهاية السنة)(الألقاب) | # العدد |
| ----- | ---------------------------------------- | ------- |
| 2004  | روجر فيدرير (1)                          | 12      |
| 2005  | رافاييل نادال (2)                        | 11      |
| 2006  | روجر فيدرير (1)2                         | 18      |
| 2007  | دافيد فيرير (5)                          | 7       |
| 2008  | رافاييل نادال (1)2                       | 10      |
| 2009  | رافاييل نادال (2)3                       | 8       |
| 2010  | دافيد فيرير (7)2                         | 7       |
| 2011  | نوفاك دجوكوفيتش (1)                      | 13      |
| 2012  | نوفاك دجوكوفيتش (1)2                     | 9       |
| 2013  | نوفاك دجوكوفيتش (2)3                     | 12      |

## روابط خارجية
- Official website